# Thrixspermum graeffei
Thrixspermum graeffei är en orkidéart som beskrevs av Heinrich Gustav Reichenbach. Thrixspermum graeffei ingår i släktet Thrixspermum och familjen orkidéer. Inga underarter finns listade i Catalogue of Life.